# Psopheticoides
Psopheticoides is een geslacht van kreeftachtigen uit de klasse van de Malacostraca (hogere kreeftachtigen).

## Soort
- Psopheticoides sanguineus Sakai, 1969